# Danvers (Massachusetts)
Danvers ist eine Kleinstadt im Essex County des Bundesstaats Massachusetts in den Vereinigten Staaten. Die Einwohnerzahl beträgt 28.087 (Stand: Volkszählung 2020). Danvers war früher als East Salem bekannt und war der Geburtsort von Israel Putnam, einem General im Amerikanischen Unabhängigkeitskrieg.

## Geschichte
Um 1630 verbesserten englische Kolonisten einen bestehenden von Ureinwohnern angelegten Weg als Old Spanish Road und schufen damit eine Verbindung zu den Hauptstädten Salem und Boston. Danvers wurde 1636 als Salem Village dauerhaft besiedelt und beantragte schließlich bei der Krone eine Charta als Stadt. Der Legende nach unterzeichnete der König die Charta nicht, sondern schickte sie mit der Nachricht „The King Unwilling“ zurück. Am 9. Juni 1757 wurde die Stadt dennoch gegründet, und die Ablehnung des Königs wurde auf dem Siegel der Stadt vermerkt. 1752 wurde die Stadt nach dem Siedler Danvers Osborn umbenannt.
Das historische Ereignis, für das Danvers am meisten bekannt ist, waren die Hexenprozesse von Salem von 1692, als die Einwohnerin Rebecca Nurse in einem Prozess wegen Hexerei verurteilt wurde. Das Rebecca Nurse Homestead steht heute noch in Danvers und kann als historisches Wahrzeichen besichtigt werden.
Im Jahr 1847 kam die Eisenbahn nach Danvers. Im Jahr 1884 wurde eine Straßenbahn installiert, die ursprünglich aus 69 pferdegezogenen Draisinen bestand. Dieses System wurde später auf Elektrizität umgestellt.
Das Rathaus wurde 1855 erbaut. Es wurde umgebaut und renoviert und ist immer noch in Gebrauch. Ebenfalls im Jahr 1855 löste sich der südliche Teil von Danvers ab und wurde zur Stadt South Danvers, die später in Peabody umbenannt wurde.

## Demografie
Laut der Volkszählung von 2020 leben in Danvers 28.087 Menschen. Die Bevölkerung teilt sich im Jahr 2019 auf in 91,7 % Weiße, 2,4 % Afroamerikaner, 0,1 % amerikanische Ureinwohner, 2,6 % Asiaten und 2,3 % mit zwei oder mehr Ethnizitäten. Hispanics oder Latinos aller Ethnien machten 5,1 % der Bevölkerung aus. Das mittlere Haushaltseinkommen lag bei 89.250 US-Dollar und die Armutsquote bei 7,1 %.

## Söhne und Töchter der Stadt
- Israel Putnam (1718–1790), General
- Samuel Holten (1738–1816), Arzt, Politiker und Richter
- John Marsh (1799–1856), Arzt, Rancher und Sprachforscher
- Grenville M. Dodge (1831–1916), Politiker
- Richard Twardzik (1931–1955), Jazz-Pianist
- Brad Delp (1951–2007), Musiker